# Aqueduc romain de Mettet
L'aqueduc romain de Mettet (ou aqueduc romain de Bauselenne) est un tronçon d'aqueduc gallo-romain situé sur le territoire de la commune belge de Mettet, en province de Namur.

## Localisation
L'aqueduc se situe dans les bois, rue du Quartier, au hameau de Bauselenne,, à un peu moins d'un kilomètre au nord-ouest du centre de la commune de Mettet.

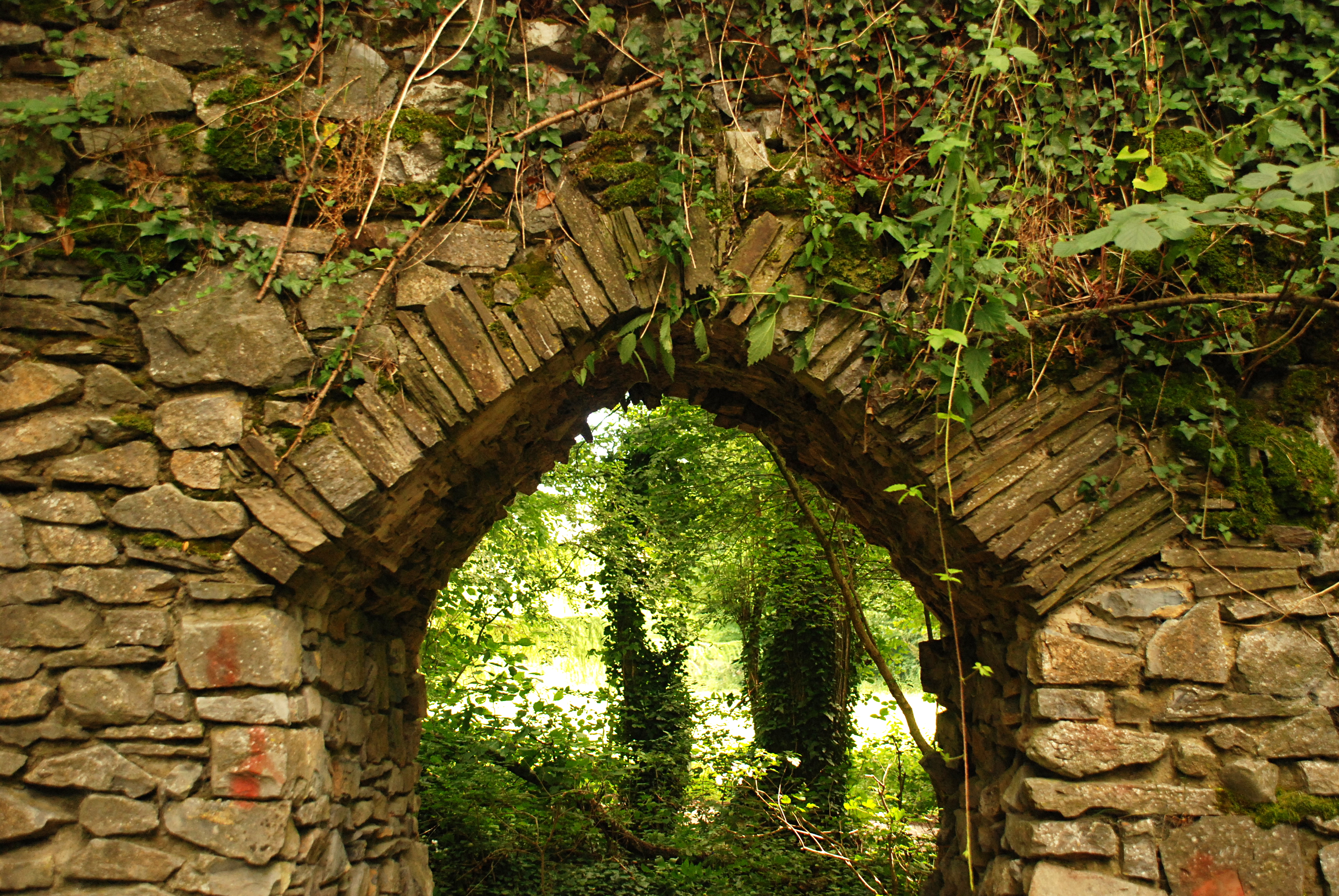
Arc en mitre.

## Histoire

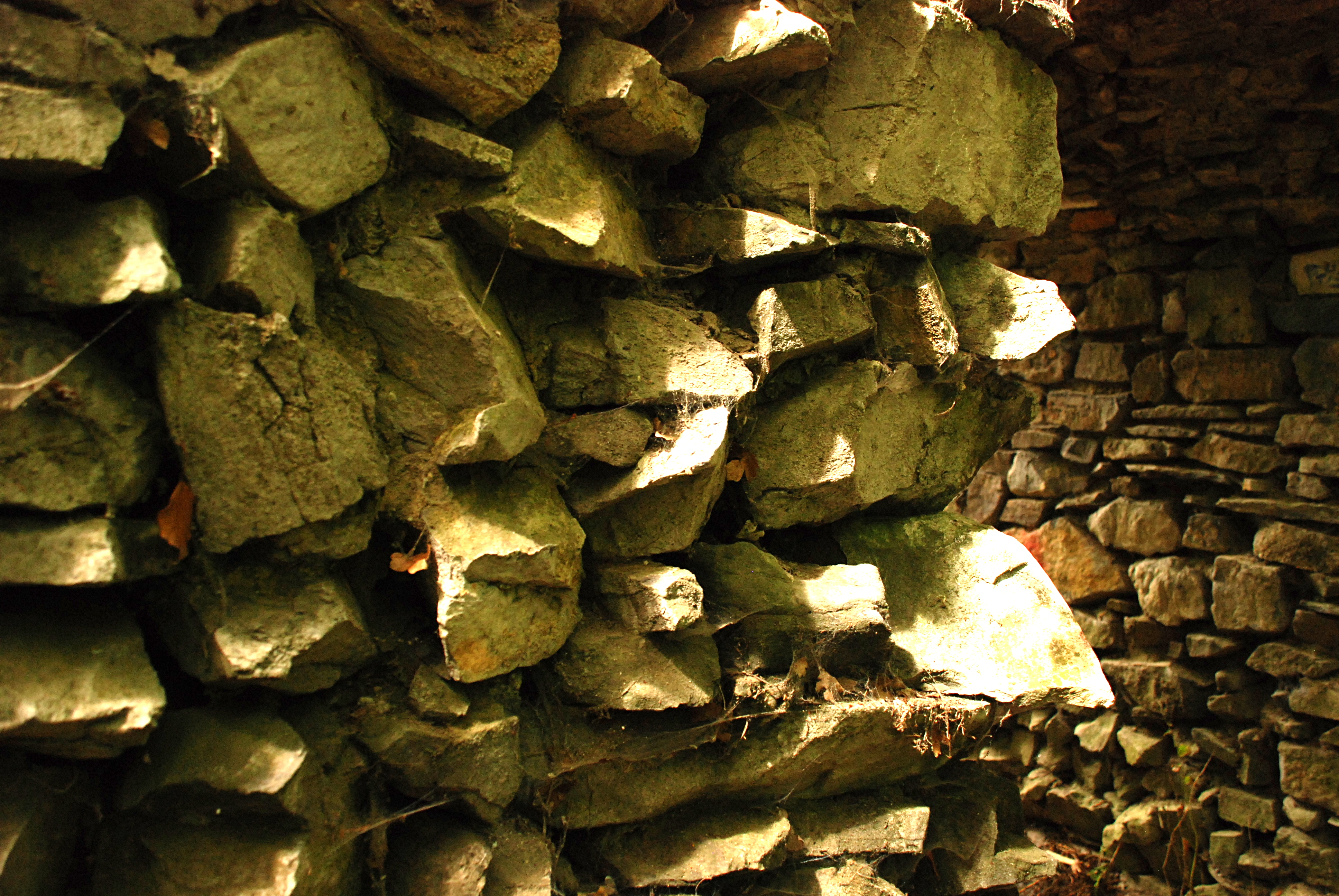
Détail de la maçonnerie.

À l'angle sud-est de la villa gallo-romaine (ou plus exactement belgo-romaine) de Bauselenne, une canalisation de plus de deux kilomètres, souterraine pour l'essentiel (repérée sur environ 1,8 km) amenait l'eau dans une citerne de décantation avant d'être répartie entre plusieurs réservoirs,.
Il prenait probablement l'eau de la fontaine de Rabooz.

## Classement
L'aqueduc fait l'objet d'un classement au titre de monument historique depuis le 7 décembre 1984, alors que l'ensemble formé par l'aqueduc et les terrains environnants fait l'objet d'un classement en tant que site,.

## Description
Le vestige le plus visible de l'aqueduc, situé rue du Quartier dans les bois, consiste en deux arches d'environ 4 m de haut, édifiées en moellons calcaires plats liés par un mortier gris. Une des arcades est sommée d'un arc en mitre (ou en bâtière) et l'autre d'un arc cintré. Les arcs sont constitués de pierres posées sur champ.

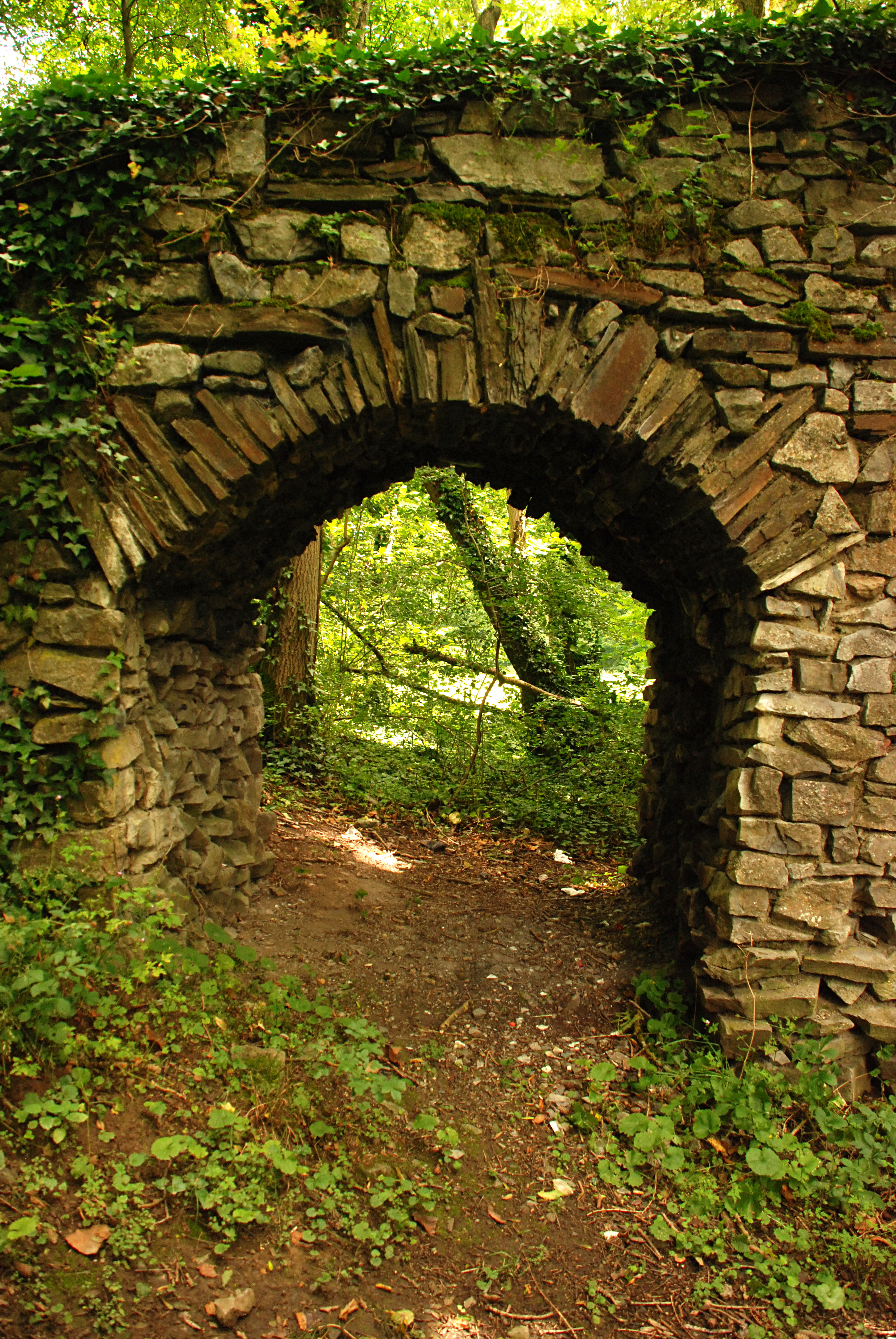
Arc de gauche (cintré).
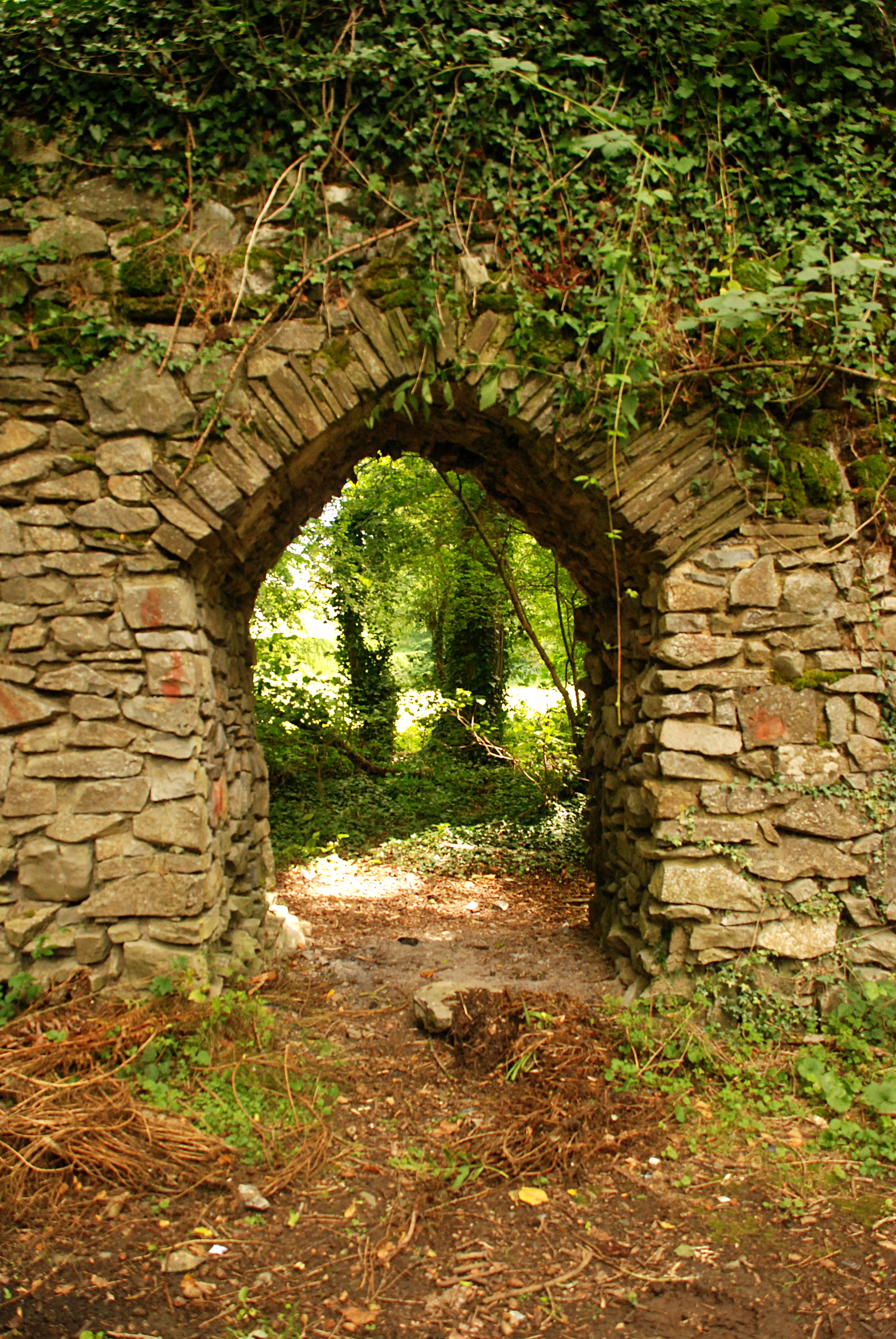
Arc de droite (en mitre).
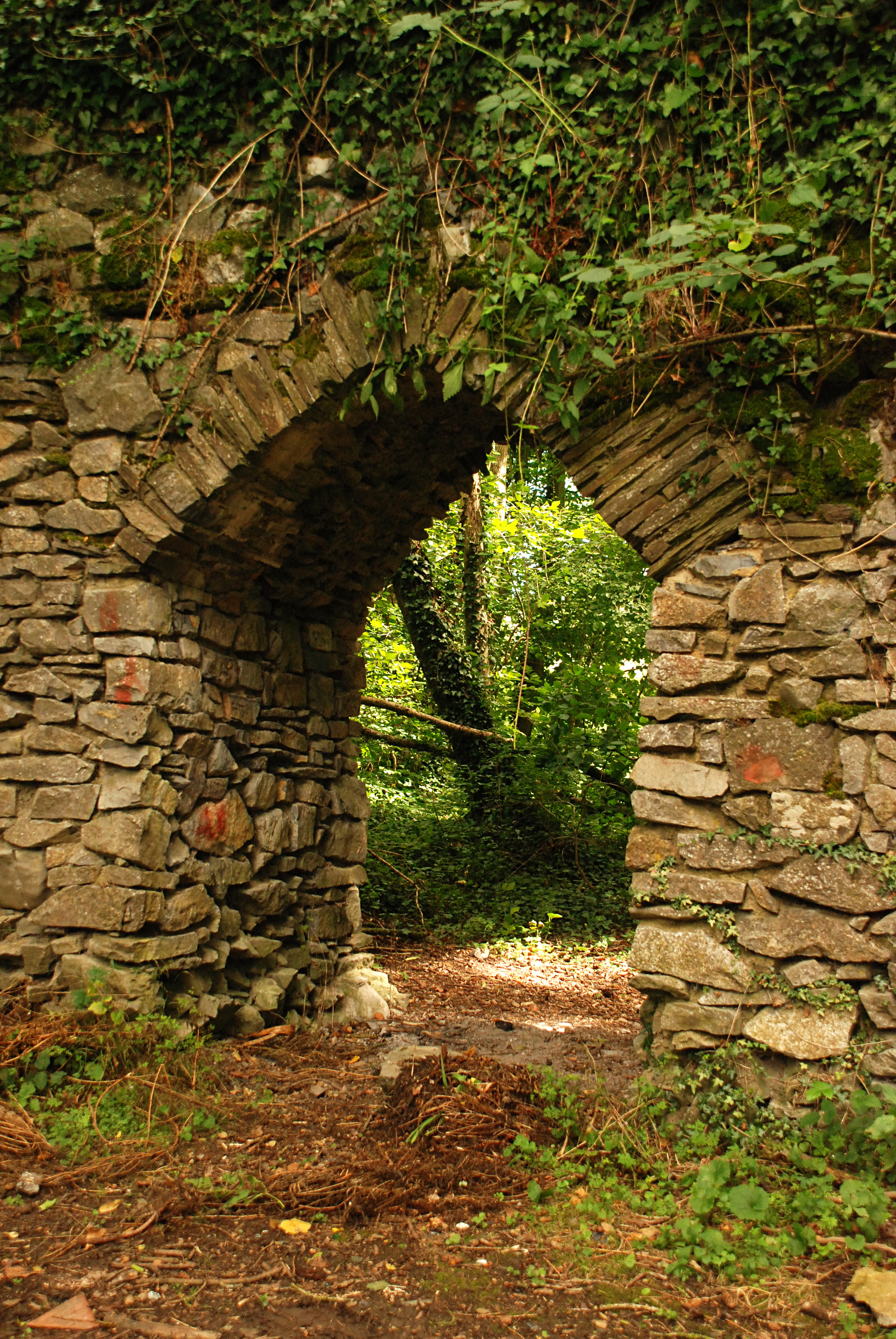
Arc de droite (en mitre).